# Chiesa dei Santi Arcangeli Michele e Gabriele
La chiesa dei Santi Arcangeli Michele e Gabriele (in serbo црква светих Арханђела Михаила и Гаврила?, crkva svetih Arhanđela Mihaila i Gavrila), nota anche come vecchia chiesa ortodossa (in serbo стара православна црква?, stara pravoslavna crkva), è un edificio di culto della Chiesa ortodossa serba a Sarajevo, in Bosnia ed Erzegovina, situata non lontano dalla Baščaršija. Si tratta di uno dei monumenti storici e culturali più antichi e preziosi della città ed è uno degli edifici sacri più antichi della Bosnia. È menzionata per la prima volta nel 1539, ma si presume che sia stata costruita sulle fondamenta di una chiesa ancora più antica. Si presenta nello stile degli edifici medievali serbo-bizantini. La chiesa è un monumento architettonico eccezionale e il suo interno è uno scrigno di eccezionali esempi di sculture in legno e icone, di cui contiene una delle collezioni più preziose al mondo.

## Monumento nazionale e collezione

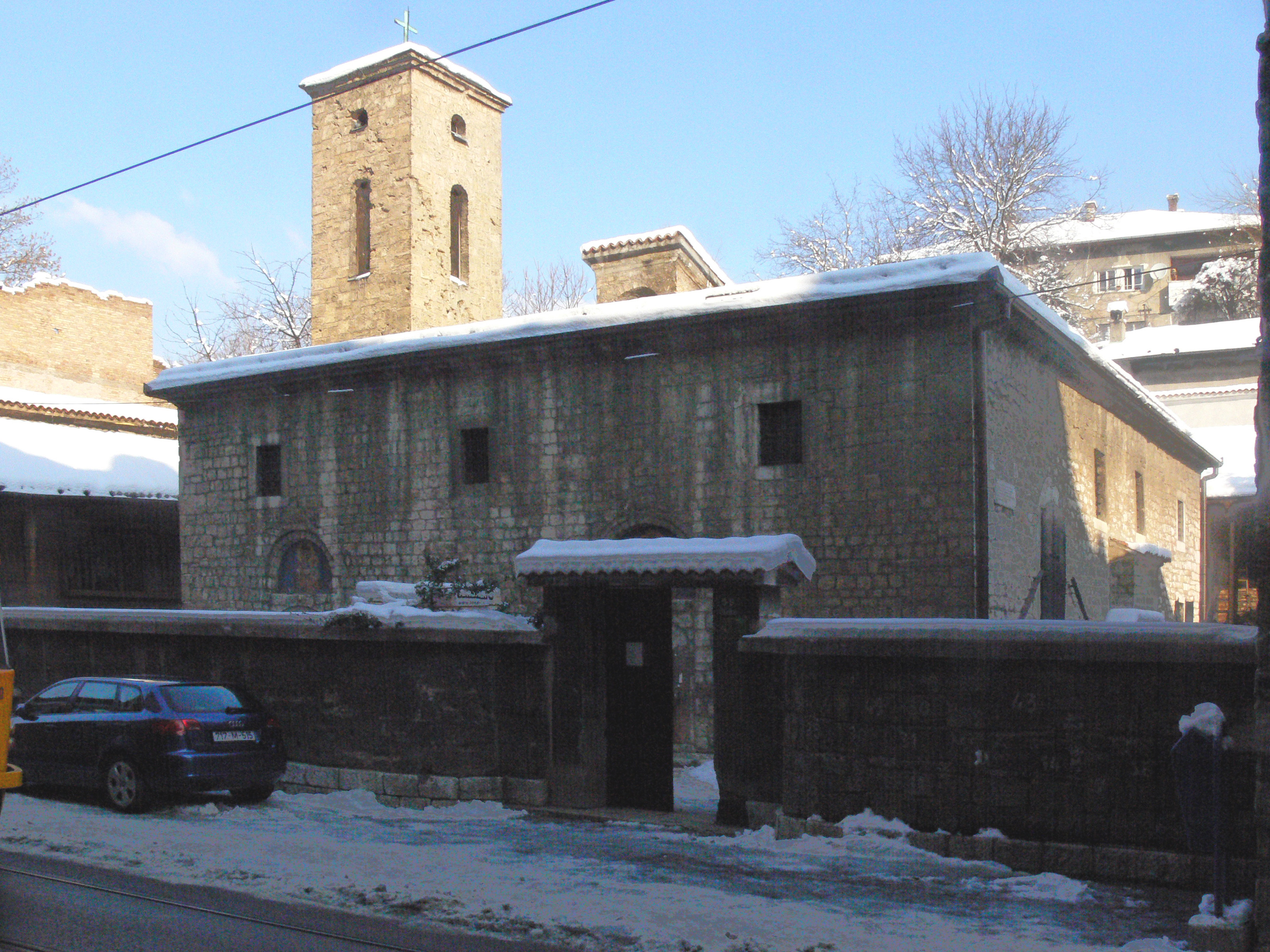
Veduta esterna della chiesa innevata

Nella sua sessione nella prima metà di settembre 2006, la Commissione per la conservazione dei monumenti nazionali della Bosnia ed Erzegovina ha dichiarato il complesso architettonico "Vecchia chiesa ortodossa (Chiesa dei Santi Arcangeli Michele e Gabriele) a Sarajevo" un monumento nazionale della Bosnia ed Erzegovina.
Il complesso è costituito dalla chiesa, col sagrato, l'edificio del museo, il muro di recinzione col suo cancello d'ingresso, la casa parrocchiale e il patrimonio mobile contenuto in questi edifici. Tra gli altri oggetti notevoli, la Commissione ha dichiarato che il Museo ospita una collezione di 140 icone, quattro frammenti di iconostasi, una collezione di 114 oggetti liturgici in metallo, 13 libri, sei documenti antichi e un campionario di 37 tessuti liturgici e ricami.
Nella chiesa, secondo la tradizione, è conservato come reliquia un piede di santa Tecla.

## Struttura

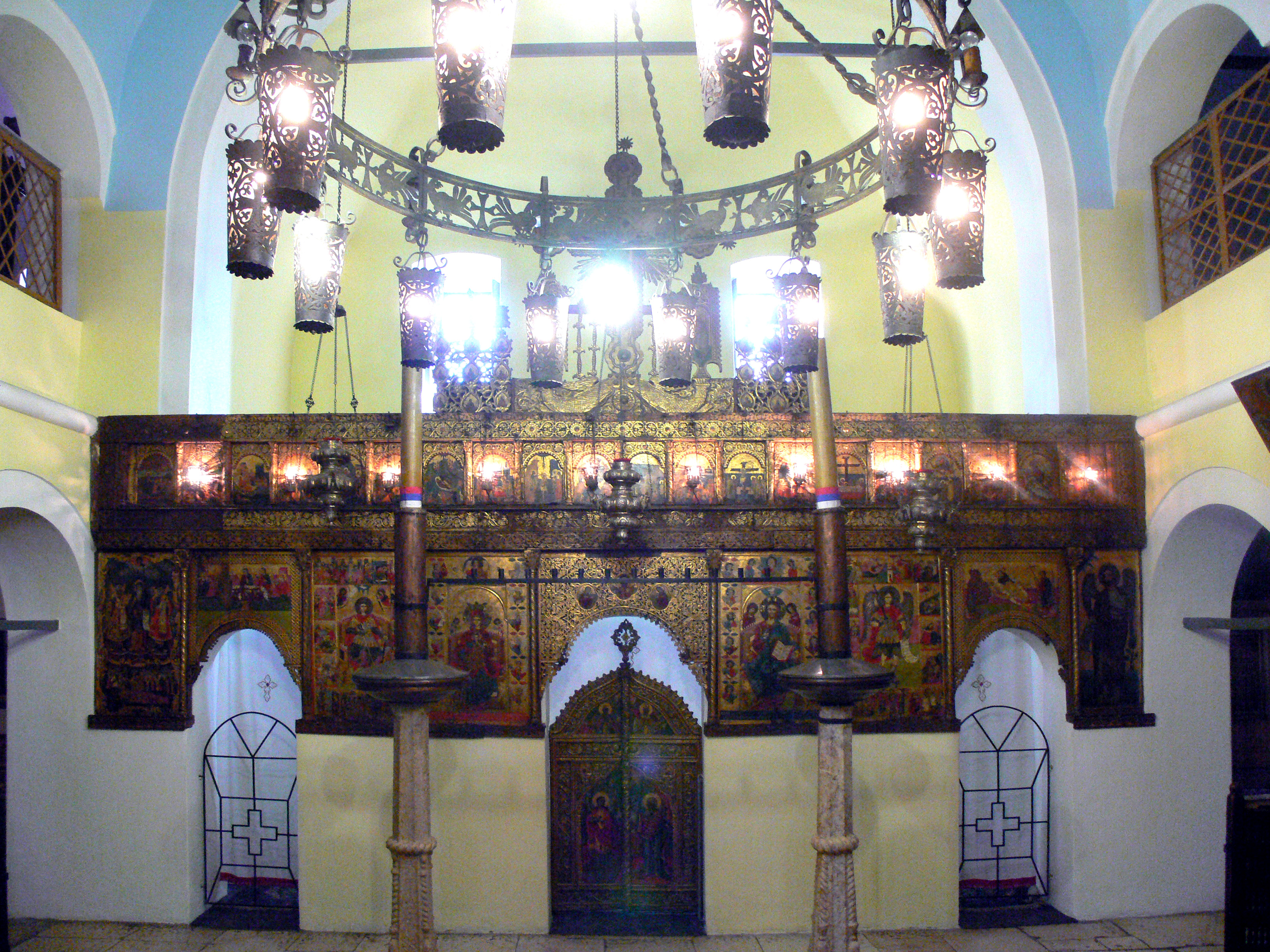
Iconostasi della chiesa

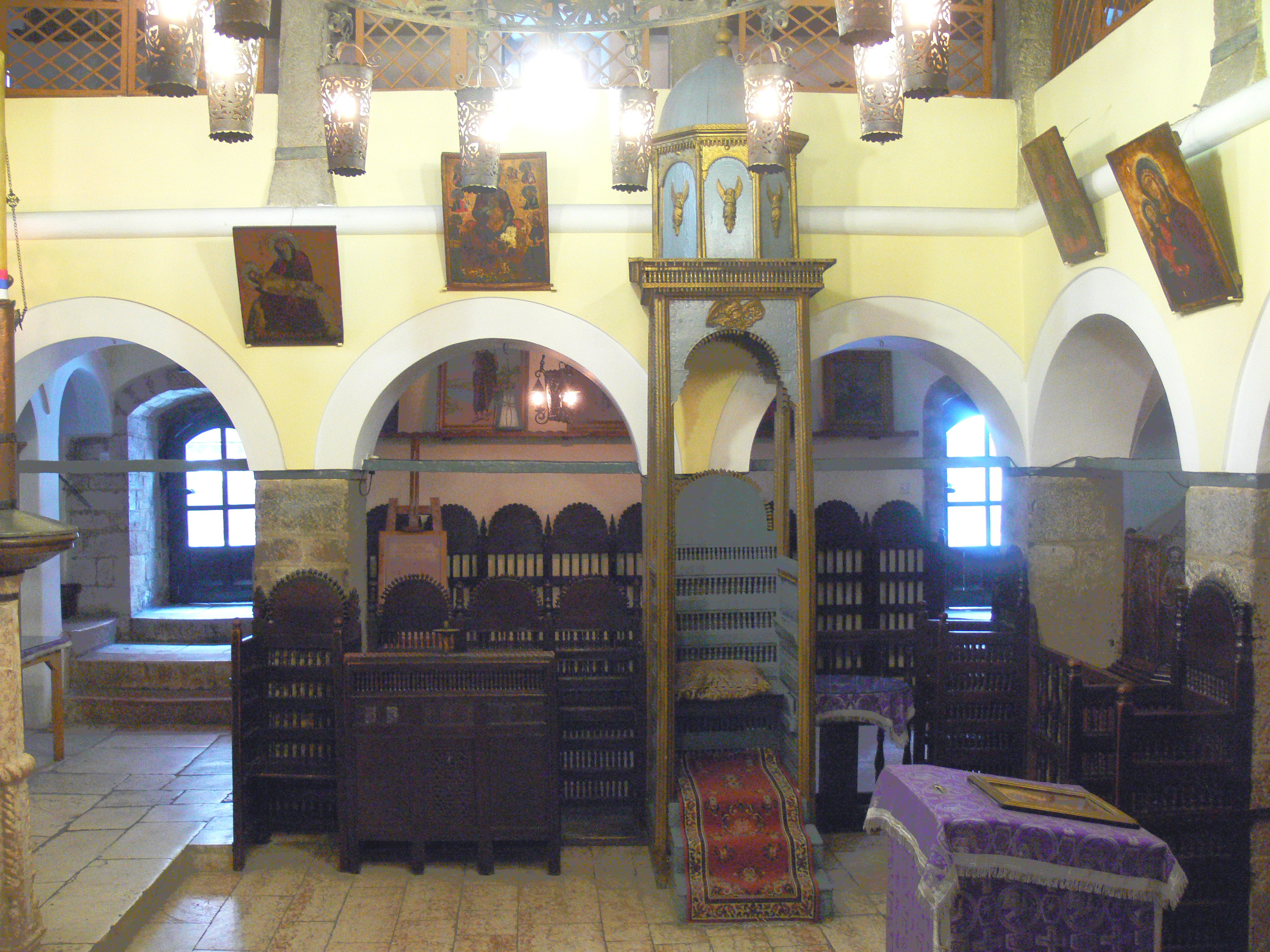
Interno della chiesa

La chiesa presenta un'interessante soluzione planimetrica, dove la larghezza è maggiore della lunghezza e la parte centrale è contornata da archi e da un ballatoio. Il campanile fu aggiunto nel 1883 e ricostruito nel 1960, quando assunse l'aspetto attuale.
Nel cortile interno si trova un museo con una preziosa collezione di icone del periodo che va dal XIII al XIX secolo, numerosi manoscritti, reperti liturgici e artistici.